# Gärkorb

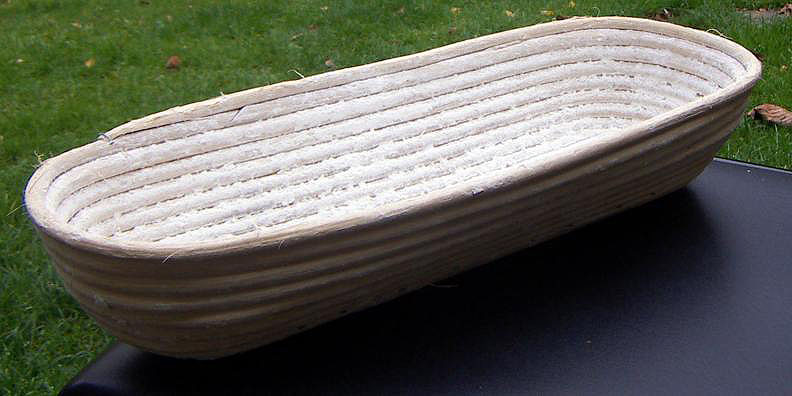
Gärkörbchen aus Peddigrohr

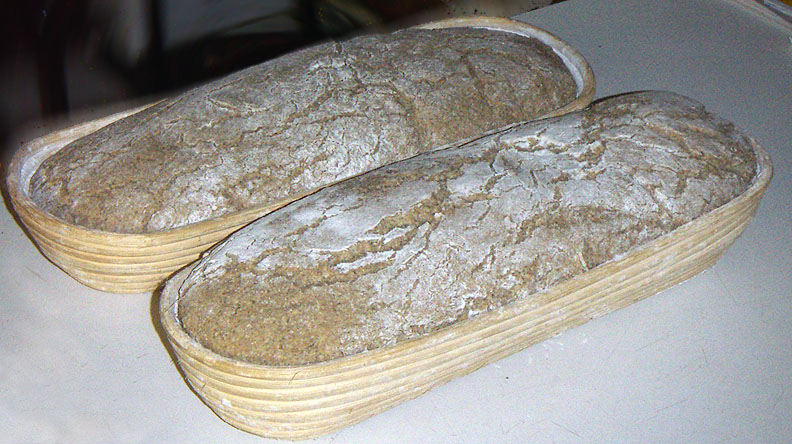
Zwei Brote fertig zum Abbacken

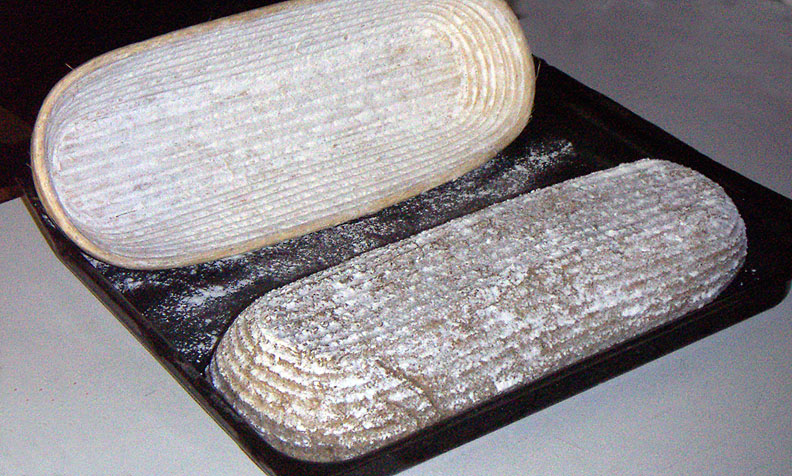
Brot aufs Backblech gekippt

Gärkörbe, auch Backkörbe, umgangssprachlich Brotformen, oder im österreichischen Sprachraum als Simperln bezeichnet, dienen als Gärgutträger für die Stückgare von Brotteig. Sie bestehen aus geflochtenem Stroh, genageltem Peddigrohr, Holzschliff oder Kunststoff. Sie sind in unterschiedlichen Größen, rund oder oval in Handwerk und Industrie verbreitet.
Gärkörbe ermöglichen die Handhabung weicher und lockerer Teige, schnelleres Arbeiten und gewährleisten gleichmäßigere Brotformen. Während der Gare wird das Brot gestützt, wodurch es nicht breitläuft. Technisch werden Körbe verwendet, damit das Brot darin aufgehen kann, wobei die Seiten stabil gehalten werden. Durch die Brotformen entsteht auf dem Brot das typische Korbmuster. Dazu müssen die Formen beispielsweise vorher mit Mehl oder Kartoffelstärke als Trennmittel bestreut werden. Dadurch wird die Kruste und der Charakter des Produktes bestimmt.